# Danny, el campió del món
Danny, el campió del món és un llibre infantil escrit al 1975 per Roald Dahl. La trama se centra en Danny, un jove anglès, i el seu pare, el William que viuen en una caravana gitana arreglant cotxes i participant en la caça de faisans. Va ser publicat per primer cop al 1975 als Estats Units per Alfred Un. Knopf, Inc. i al Regne Unit per Jonathan Cap.
El llibre va ser adaptat a una pel·lícula televisada al 1989 per Thames Television protagonitzada per Jeremy Irons. Està basada en el relat breu per a adults "Campió del món" que va aparèixer imprès a la revista The New Yorker, com ho farien altres relats breus que serien posteriorment reimpresos com Kiss Kiss (1960). Peter Serafinowicz apareix en la llengua anglesa de l'enregistrament de l'audiollibre.

## Trama
Danny té només quatre mesos quan la seva mare mor; i al principi de la història, viu amb el seu pare vidu, William, en una caravana gitana, on William gestiona una benzinera i garatge. Quan Danny té nou anys, descobreix que William ha participat sovint en la caça furtiva de faisans en la propietat del magnat local Victor Hazell. L'endemà al matí, a les 2:10 de la matinada, Danny descobreix l'absència de William; i tement alguna desgràcia, condueix un Austin 7 a can Hazell, on finalment el troba dins un pou trampa, impossibilitat per un turmell trencat, i el porta a casa. Mentre s'està recuperant de la seva lesió, ell i Danny descobreixen que la festa anual de caça furtiva de faisà del Sr. Hazell s'apropa, en la qual ell és l'amfitrió de ducs, lords, barons, homes de negocis rics, etc., i decideixen humiliar-lo capturant abans tots els faisans del bosc. Amb aquest objectiu, el Danny suggereix que ell i el William haurien de posar el contingut de les píndoles per dormir prescrites pel seu cirurgià, el Doctor Spencer, dins de les panses que els faisans llavors menjaran; i William bateja aquest nou mètode com la "Bellesa de Dormir".
Havent caçat 120 faisans de can Hazell, el William i el Danny els amaguen a la casa del vicari local, mentre agafen un taxi cap a casa. L'endemà, la senyora Grace Clipstone, la muller del vicari, reparteix els faisans adormits en un cotxet de nadó de grans mides especialment construït; però el narcòtic deixa de fer efecte, i molts d'ells intenten fugir. Encara drogats, tots ells es posen al voltant de la benzinera, tan bo punt el Hazell arriba. Amb l'ajuda del sargent Enoch Samways, el constable local, el William i el Danny reuneixen en ramat els faisant groguis al Rolls Royce del Hazell; però quan han despertat completament, fugen, i el senyor Hazell marxa amb deshonra. El llibre acaba quan Danny és aclamat com "el campió del món" per William, el doctor Spencer, i el sargent Samways, dels quals la majoria adquireix dos faisans, dels que han mort per sobredosi de fàrmac. El William i el Danny llavors passegen cap a la ciutat, amb l'objectiu de comprar una nova cuina pels faisans.

## Pel·lícula televisada
El llibre va ser adaptat a una pel·lícula televisada al 1989 per Thames Televisió. Va ser dirigit per Gavin Millar i protagonitzat per Jeremy Irons com a William i el seu fill, Samuel, com a Danny, amb Robbie Coltrane com a Sr. Hazell. Va ser estrenat a Region 2 DVD al 2006.

## Relació amb altres llibres de Roald Dahl
Danny recorda una història d'anar a dormir d'un "Gran i Simpàtic Gegant" que captura somnis bons i els bufa als dormitoris dels nens a la nit. Més tard Dahl utilitzaria el mateix concepte en la novel·la llarga que va titular El Gran Amic Gegant.
En una secció de la història diferent de la resta, Danny descriu ser pegat pel seu mestre, el Capità Lancaster, per copiar en un examen. Això és similar a una experiència a què Dahl es va referir del seu mestre propi, el Capità Hardcastle, a El nen.